# Ноа Вајли
Ноа Страусер Спир Вајли (енгл. Noah Strausser Speer Wyle; Лос Анђелес, 4. јун 1971), амерички је глумац, продуцент, редитељ и писац.